# 中村輝彦
中村 輝彦（なかむら てるひこ、1919年8月27日 - 2007年2月7日）は、日本の外交官。

## 来歴・人物
栃木県出身。東京帝国大学法学部卒業後、外務省に入省。調査局に配属。1979年から駐サウジアラビア大使を務めた（〜1982年）。また、外務省中近東アフリカ局長などの要職を歴任。1986年より住友商事顧問。
死後、死亡日に遡って従三位に叙せられた（2007年（平成19年）3月13日付官報にて告示）。